# تاكومي شيمويرا
تاكومي شيمويرا (باليابانية: 下平 匠) (6 أكتوبر 1988 في أوساكا في اليابان – )؛ هو لاعب كرة قدم ياباني سابق كان يلعب كمدافع.

## وصلات خارجية
- تاكومي شيمويرا على موقع الاتحاد الدولي (مؤرشف)  (الإنجليزية)
- تاكومي شيمويرا على موقع رابطة كرة القدم اليابانية للمحترفين (اليابانية)
- تاكومي شيمويرا على موقع قاعدة بيانات كرة القدم.إي يو (الإنجليزية)
- تاكومي شيمويرا على موقع Soccerway.com (الإنجليزية)
- تاكومي شيمويرا على موقع عالم كرة القدم.نت (الإنجليزية)
- تاكومي شيمويرا على موقع كووورة